# Farmitalia
Farmitalia var ett italienskt läkemedelsföretag. Företaget mest känt för sin parallella upptäckt med Rhône-Poulenc av daunorubicin och efterföljande upptäckt av doxorubicin.

## Historia
Farmitalia hade grundats 1935 som ett joint venture av Rhône-Poulenc och Montecatini.
År 1978 fusionerades det med Carlo Erba Spa, ett läkemedelsföretag som grundades 1853 av apotekaren Carlo Erba; det sammanslagna företaget heter Farmitalia Carlo Erba Spa.
Farmitalia Carlo Erba förvärvades av Pharmacia 1993 och Pharmacia förvärvades av Pfizer 2003.